# Lijst van burgemeesters van De Rijp
Dit is een lijst van burgemeesters van de voormalige Nederlandse gemeente De Rijp tot die gemeente in 1970 opging in de gemeente Graft-De Rijp
| Ambtsperiode | Naam burgemeester            | Partij of stroming | Bijzonderheden                                                           |
| ------------ | ---------------------------- | ------------------ | ------------------------------------------------------------------------ |
| ???? - 1805  | Jan Heinis                   |                    | schout/burgemeester, overleden 24-10-1805                                |
| 1806 - 1813  | Cornelis Boonacker           |                    | schout/burgemeester, aangesteld 01-03-1806                               |
| 1818? - 1850 | Klaas (K.) de Wit            |                    | schout/burgemeester                                                      |
| 1850 - 1865  | Reijer (R.) Groot            |                    |                                                                          |
| 1865 - 1870  | F.H. van Bommel              |                    |                                                                          |
| 1870 - 1872  | P.L.A. Collard               |                    | later burgemeester van Breukelen en Tienhoven                            |
| 1872 - 1880  | Tjepke (T.) Haitsma Mulier   |                    | tevens burgemeester van Graft (1873-1880), later burgemeester van Lochem |
| 1880 - 1899  | Simon (S.) Appel (1826-1899) |                    | tevens burgemeester van Graft                                            |
| 1900 - 1931  | P.A. Romijn                  |                    | tevens burgemeester van Graft                                            |
| 1931 - 1945  | C.A. van Staveren            |                    | tevens burgemeester van Graft                                            |
| 1946 - 1966  | Jakob (J.) Dalenberg         | PvdA               | tevens burgemeester van Graft                                            |
| 1966 - 1970  | Henk (H.J.) over de Linden   | PvdA               | tevens burgemeester van Graft, later burgemeester van Graft-De Rijp      |